# Francesco Viganò
Pour les articles homonymes, voir Viganò (homonymie).
Francesco Viganò (né à Cicognola di Merate le 5 avril 1807 et mort à Milan le 23 juin 1891) est un économiste, écrivain et patriote italien, connu pour son travail de pionnier dans le mouvement coopératif et pour avoir donné une forte impulsion au mouvement bancaire populaire, avec la fondation de la Banca Popolare Briantea di Merate (« banque populaire de la Brianza »).

## Œuvres - liste partielle

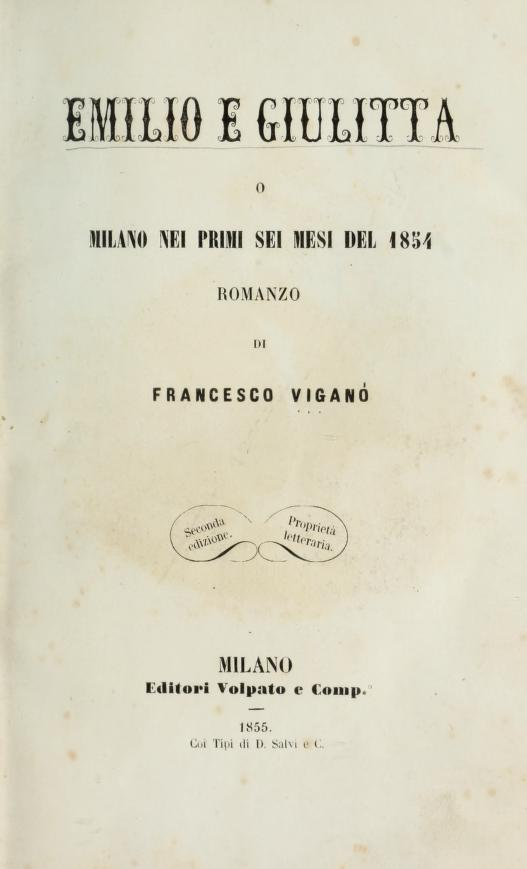
Couverture de Emilio e Giulitta publié en 1855 à Milano

### Romans
- Viaggio nell'universo - visioni del tempo e dello spazio (deux thomes), Milan, Omobono Manini, 1838; II edizione, tip. di L. Zanaboni e Gabuzzi, 1885 Texte original
- Battello sotto marino - romanzo bizzarro, Milan, Molina, 1839 Texte original, livre original
- Il brigante di Marengo, o sia Mayno della Spinetta, 1845, 1853, 1877, 1891
- Val d'Intelvi e Valsassina, ossia Molciani e Passerini racconto storico dei primi anni di questo secolo, 1852
- Valassina o Emilio e Giulitta, 1854; 2ª ed.:  Emilio e Giulitta o Milano nei primi sei mesi del 1854, 1855
- Il contrabbandiere di Olginate, 1861

### Essais
- Studi teorico-storici sulle principali pubbliche banche, 1840
- Scienza del commercio - ad uso dell'I. R. Istituto Politecnico di Vienna (commento al testo di Ignazio Sonnleithner), Milan, Andrea Molina, 1844
- L'operajo agricoltore, manifatturiere e merciajuolo, 1851
- La vera California delle classi operaje anco le più misere ossia banche di anticipazione e società cooperative, 1865
- Le vraie mine d'or ou la cooperation, 1865
- L'operajo agricoltore, manifatturiere e merciajuolo che arriva alla cooperazione, 1868
- Le banche popolari in generale, Milan 1863; 2ª ed. Parigi 1875
- Sull'organizzazione delle banche italiane, 1865
- Le cagioni della crisi della Società cooperativa degli operai di Como, 1870
- Società di credito popolare germaniche e banche popolari italiane, 1872
- Movimento cooperativo e le banche popolari tedesche e italiane, e loro confederazione, 1873
- La fratellanza umana, Milano 1873; trad. franc., Paris1880
- Vade-Mecum des promoteurs des Banques Populaires, Saint-Germein-en-Laye, 1878
- Resoconto di 160 banche popolari italiane e movimento cooperativo in Italia e all'estero del 1875-76-77, Milan, 1878